# Zonderik
Zonderik is een Belgisch bier. Het wordt gebrouwen door De Proefbrouwerij te Hijfte (Lochristi) voor bierfirma Zonderik/Columbus Management te Zonhoven.

## Achtergrond
De Zonderik-bieren worden gebrouwen in opdracht van Luc Van Esch, van Columbus Management bvba. Het eerste bier kwam in 2009 op de markt, een half jaar later dan aanvankelijk gepland. De vertraging had te maken met de oorspronkelijke naam: “Holsteenbier”, een verwijzing naar De Holsteen, de verzamelnaam voor acht grote, prehistorische zandstenen in de gemeente Zonhoven. Brouwerij Carlsberg maakte bezwaar tegen die naam omdat ze zelf een “Holsten Pils” brouwen in Denemarken. Daarom werd de naam gewijzigd in Zonderik. De naam “Zonderik” verwijst (zoals de naam van de gemeente Zonhoven) naar de “Son”, de vroegere naam van de Roosterbeek. In de buurgemeente heet deze beek de Zonderikbeek. De Zonderikbieren worden door de gemeente gepromoot als streekproducten. De etiketten van de bieren vormen een soort stripverhaal, getekend door striptekenaar Geert De Sutter naar een idee van Luc Van Esch. De rode draad wordt gevormd door prehistorische figuren die met bier bezig zijn.

## De bieren
- Zonderik Tripel is een goudblonde tripel met een alcoholpercentage van 8% en heeft een densiteit van 16,8° Plato. Het bier bevat onder meer komijn, koriander, karwij, kandij en honing. Zonderik Tripel werd gelanceerd in maart 2009.[3]
- Zonderik Dubbel Donker is een bruin dubbel streekbier met een alcoholpercentage van 8%. Het heeft een densiteit van 16,8° Plato. Dit bier heeft dezelfde ingrediënten als Zonderik Tripel, met toevoeging van donkere kandij en extra Caramout. Zonderik Dubbel Donker werd gelanceerd in november 2009.[4]
- Zonderix is een amberkleurige tripel met een alcoholpercentage van 10%. Het heeft een densiteit van 20° Plato. Dit bier is met champagnegist opgewaardeerde Zonderik Tripel. Zonderix op 10/10/10 om 10:10:10 werd gelanceerd in november 2009.[5]
- Zonderik 100 is een blond bier met vier granen en 100% Belgische hop. Het heeft een densiteit van 17,2° Plato en een alcoholpercentage van 7%. Het bier werd op de markt gebracht in juli 2012.
- Zonderik XII is een zwart bier met een alcoholpercentage van 12%. Dit bier past in de categorie "gerstewijn". Zonderik XII werd op 12/12/12 om 12:12:12 gelanceerd in december 2012.[6]

## Prijzen
In 2010 behaalden zowel Zonderik Tripel als Zonderik Dubbel Donker de top 10 van de consumententrofee op het Zythos-bierfestival te Sint-Niklaas (respectievelijk plaats 7 en 8).